# Мартабак
Мартаба́к, реже  муртаба́к (араб. مطبق‎ — мута́ббак, индон. и малайск. martabak) — блюдо, присущее кухням ряда стран Ближнего Востока, Южной и Юго-Восточной Азии. Представляет собой вид плоского жареного пирога. Имеет множество вариаций как в плане начинки и особенностей теста, так и в плане рецептуры приготовления.

## Происхождение и распространение
Мартабак является традиционным блюдом стран Аравийского полуострова, прежде всего, Саудовской Аравии и Йемена. Здесь он известен под своим изначальным названием мута́ббак (араб. مطبق‎, буквально — этажный, слоёный, свёрнутый в несколько раз), связанным с технологией приготовления. По мере развития торгово-экономических, культурных и религиозных связей этого региона с народами Южной и Юго-Восточной Азии практика изготовления мартабака распространилась в соответствующих странах, в частности, в Индии, Пакистане, Таиланде, Сингапуре, Брунее, Малайзии, Индонезии. В последних двух он приобрёл особенно широкую популярность и воспринимается как одно из блюд собственной национальной кухни. Там его название претерпело небольшое изменение и произносится как мартаба́к — именно этот вариант наименования получил наиболее широкую международную известность.

## Приготовление и разновидности

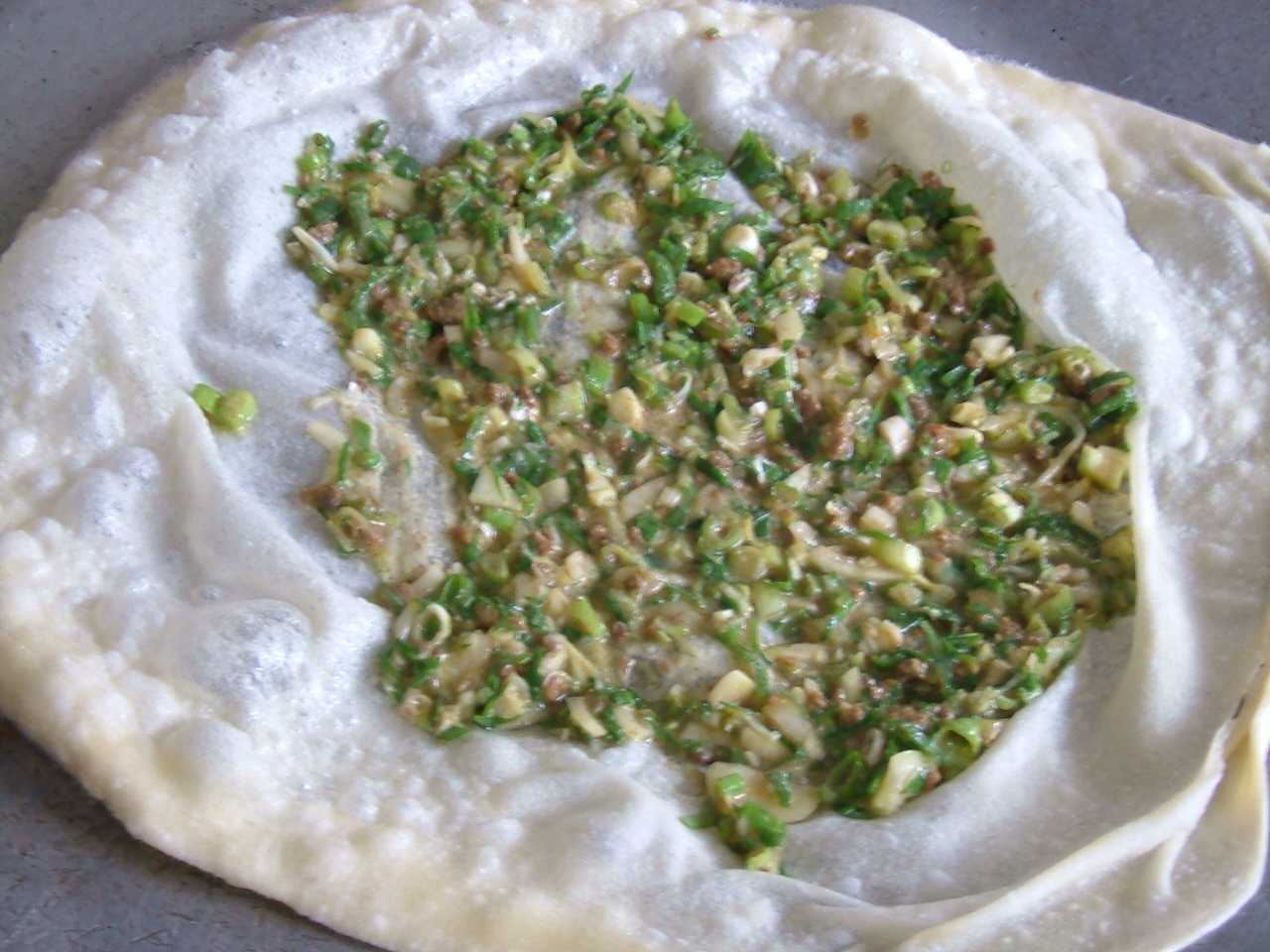
Приготовление мартабака: в тонкую тестяную оболочку закладывается начинка из яйца, мяса и зелёного лука

Мартабак представляет собой плоский пирог, начинкой которого могут служить практически любые продукты: яйца, мясо, различные овощи, зелень. С учётом принадлежности абсолютного большинства населения регионов распространения мартабака к мусульманской конфессии использование в качестве начинки свинины и других продуктов, не отвечающих требованиям категории халяль, практикуется крайне редко.
Сколь-либо однотипного рецепта мартабака не существует — это блюдо имеет десятки региональных вариаций, способы приготовления которых значительно различаются между собой. Общим для большинства видов мартабака является недрожжевое тесто и достаточно плоская форма продукта. Для приготовления теста обычно используется пшеничная мука.
Наибольшим разнообразием рецептов мартабака отличаются Индонезия и Малайзия. Там многие из видов этого блюда, считающиеся «специальностью» определённых городов или местностей, приобрели общенациональную популярность под соответствующими названиями — например, мартабак по-палембангски, начиняемый яйцами и луком. В целом, для кухонь этих двух стран характерно два основных типа мартабака.

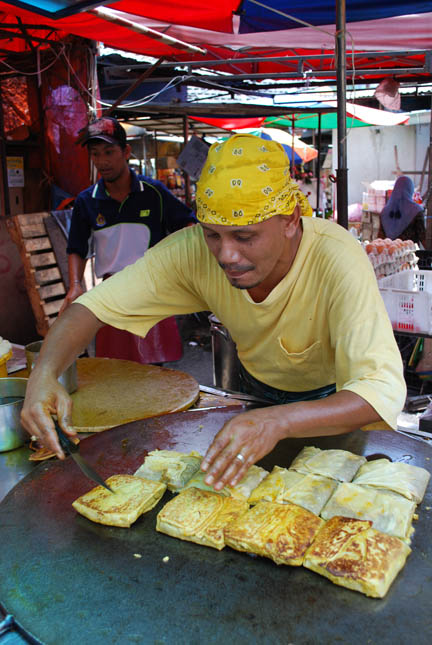
Жарка мартабаков на рынке. Малайзия

Первый, иногда называемый «солёным мартабаком», в значительной степени соответствует оригинальной рецептуре, перенятой из арабской кухни. Пирог этого типа готовится из солёного теста, часто пропитанного растительным маслом, и начиняется, как правило, мелко рубленым яйцом — куриным либо утиным, репчатым и зелёным луком, тофу, темпе, фасолью, капустой, морковью, реже — мясом или курятиной. Как правило, из тонко раскатанного теста формируется прямоугольный или округлый «конверт», который наполняется тонким слоем начинки и обжаривается в масле на быстром огне в воке или сковороде. Однако в Индонезии широко распространён и несколько иной способ, при котором тонкий тестяной блин начинает обжариваться без начинки и только в процессе готовки заливается сырым яйцом, посыпается небольшим количеством измельчённой начинки и складывается в несколько слоёв — такой мартабак отчасти похож на омлет.
Второй, не менее распространённый тип — «сладкий мартабак» — изготовляется, соответственно, со сладкой начинкой: шоколадом, сгущённым молоком, фруктами, орехами и т. п., часто из сладкого теста. По рецептуре он имеет довольно мало общего как с изначальным арабским блюдом, так и с местными солёными вариациями. Фактически, под этим названием может готовится любой тип сладкого пирога более-менее плоской формы. В этом случае также имеются виды, ассоциируемые с конкретной местностью — например, мартабак по-бандунгски, начиняемый шоколадом и арахисом, и мартабак по-банкски, начиняемый сыром, сгущёнкой и шоколадом. Предположительно, своим названием сладкий мартабак обязан не столько кулинарному сходству с солёным, сколько «коммерческому родству» с ним: исторически в Индонезии и Малайзии сладкие мартабаки продаются в основном в тех же торговых точках, что и солёные.
В начале XXI века в Индонезии появилась практика изготовления открытых мартабаков — как солёных, так и сладких. Такое изделие сходно с открытым пирогом, пиццей или ватрушкой.

## Подача и употребление
Во всех странах, где распространён мартабак, он является обыденным повседневным кушаньем. Это блюдо не только изготовляется в домашних условиях, но и часто присутствуют в меню недорогих предприятий общепита, специализирующихся на традиционной кухне, в силу чего имеет репутацию «уличной еды», местного фастфуда. Иногда мартабаки — особенно, сладкие — поступают в продажу в магазины в уже готовом виде.
Перед подачей мартабак обычно режут на порционные куски. К солёным видам подают соевый соус и красный перец, к сладким иногда сгущённое молоко, растопленное масло, мёд, сироп.

## Галерея

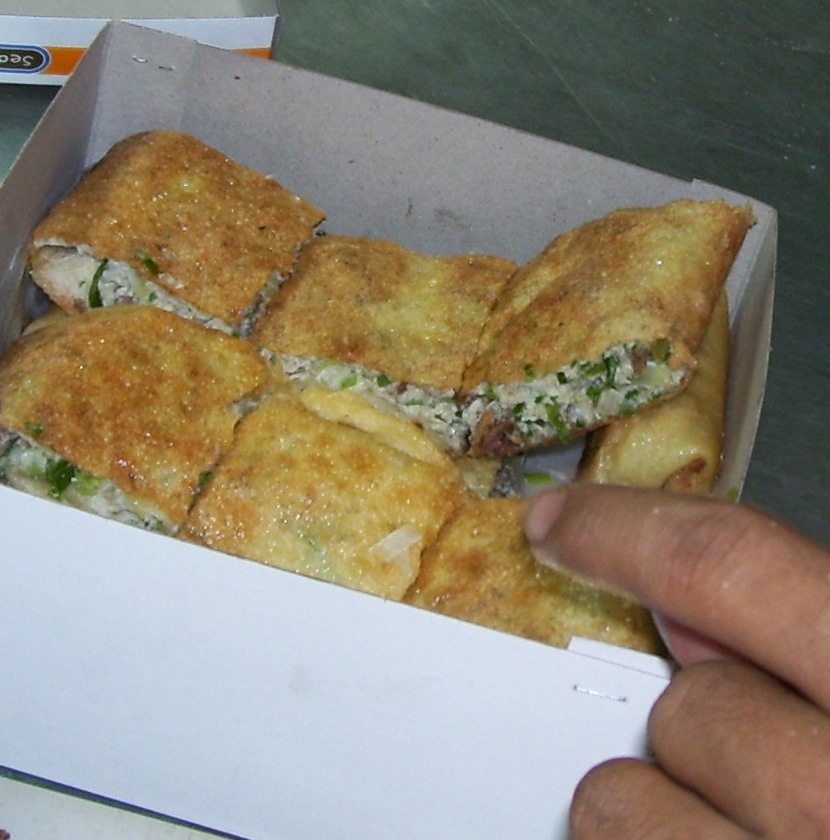
Мартабак с яйцами и луком, порезанный на кусочки
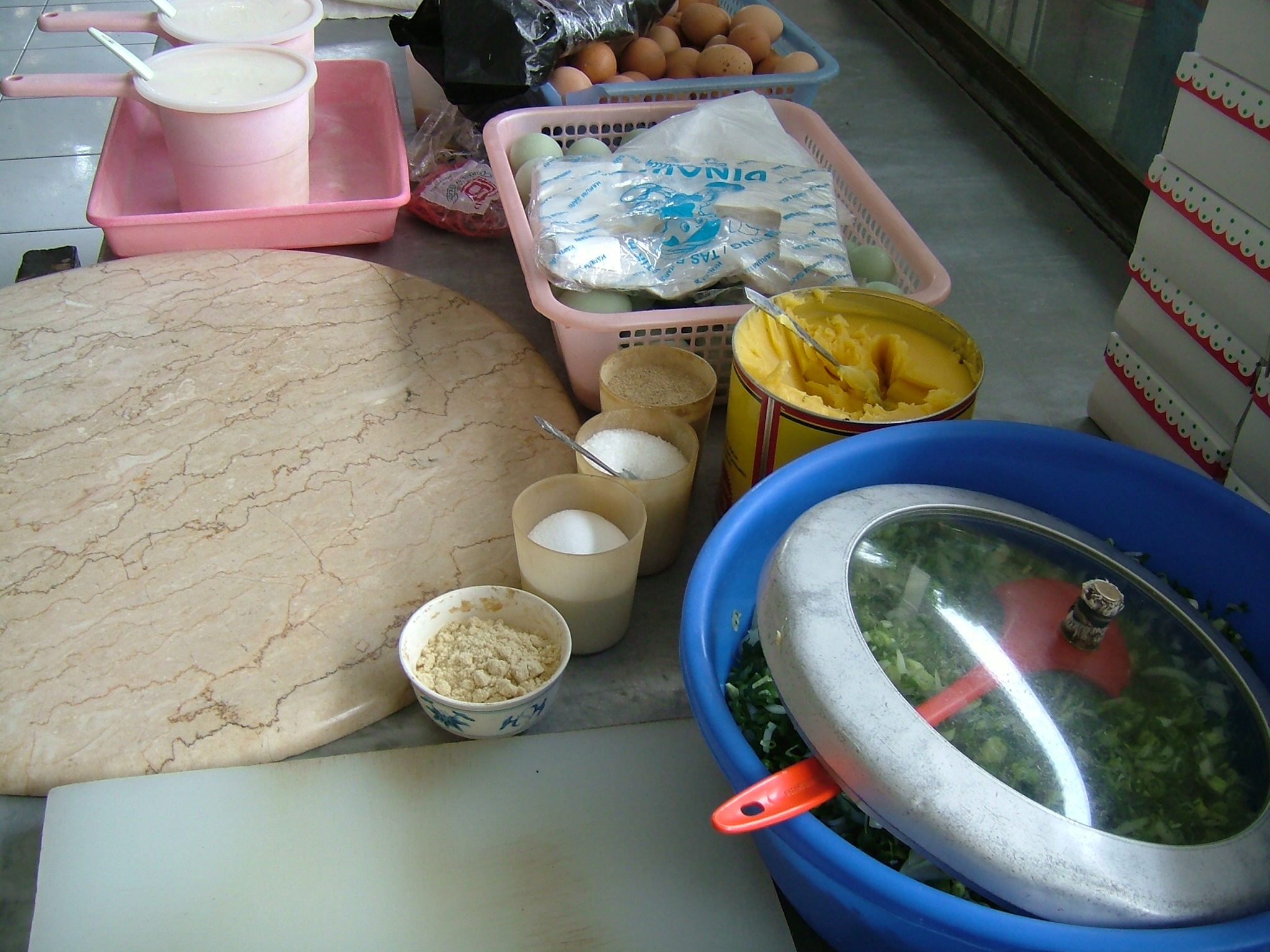
Каменная доска для раскатывания теста и ингредиенты для мартабака
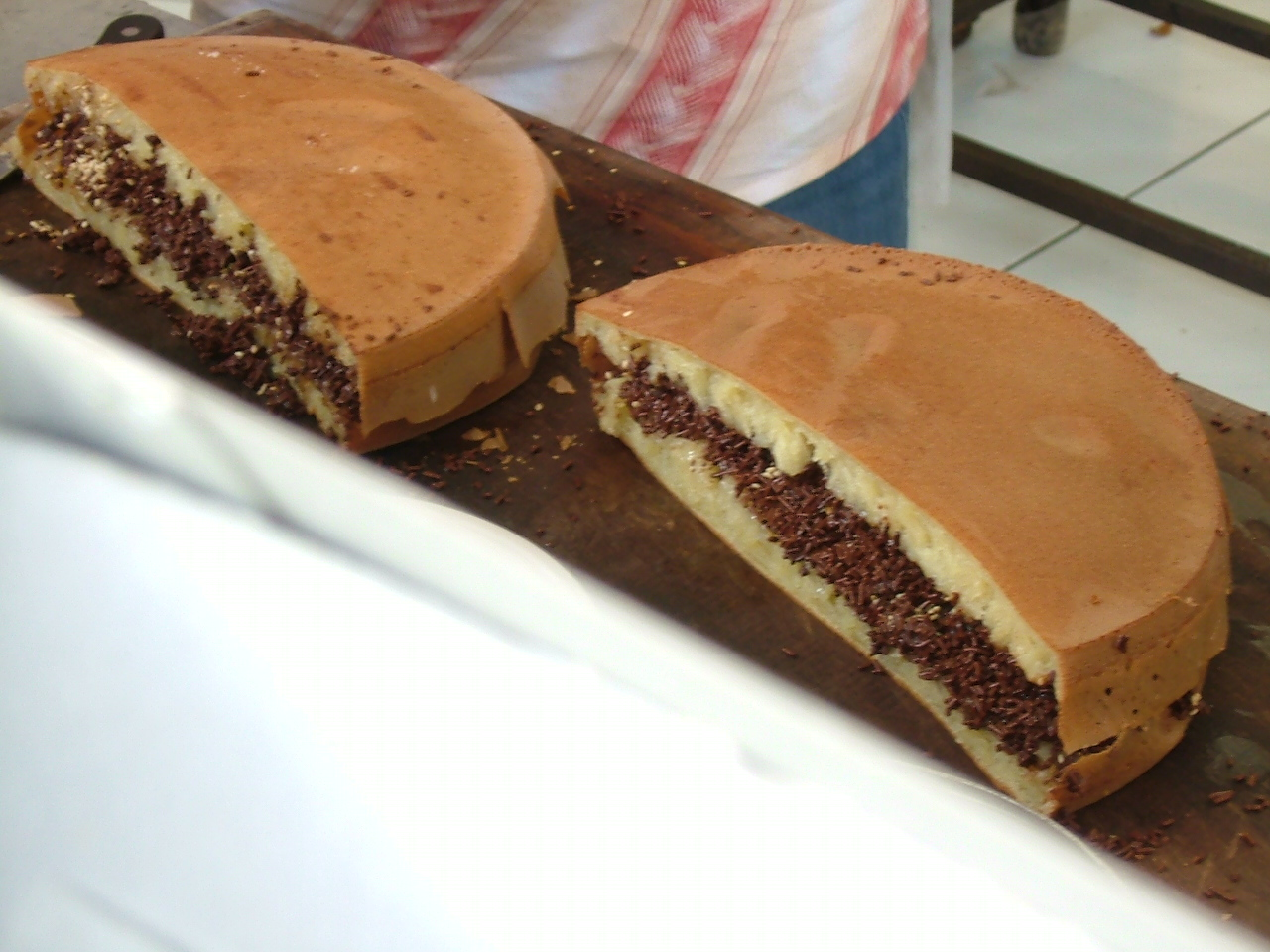
Шоколадный мартабак круглой формы
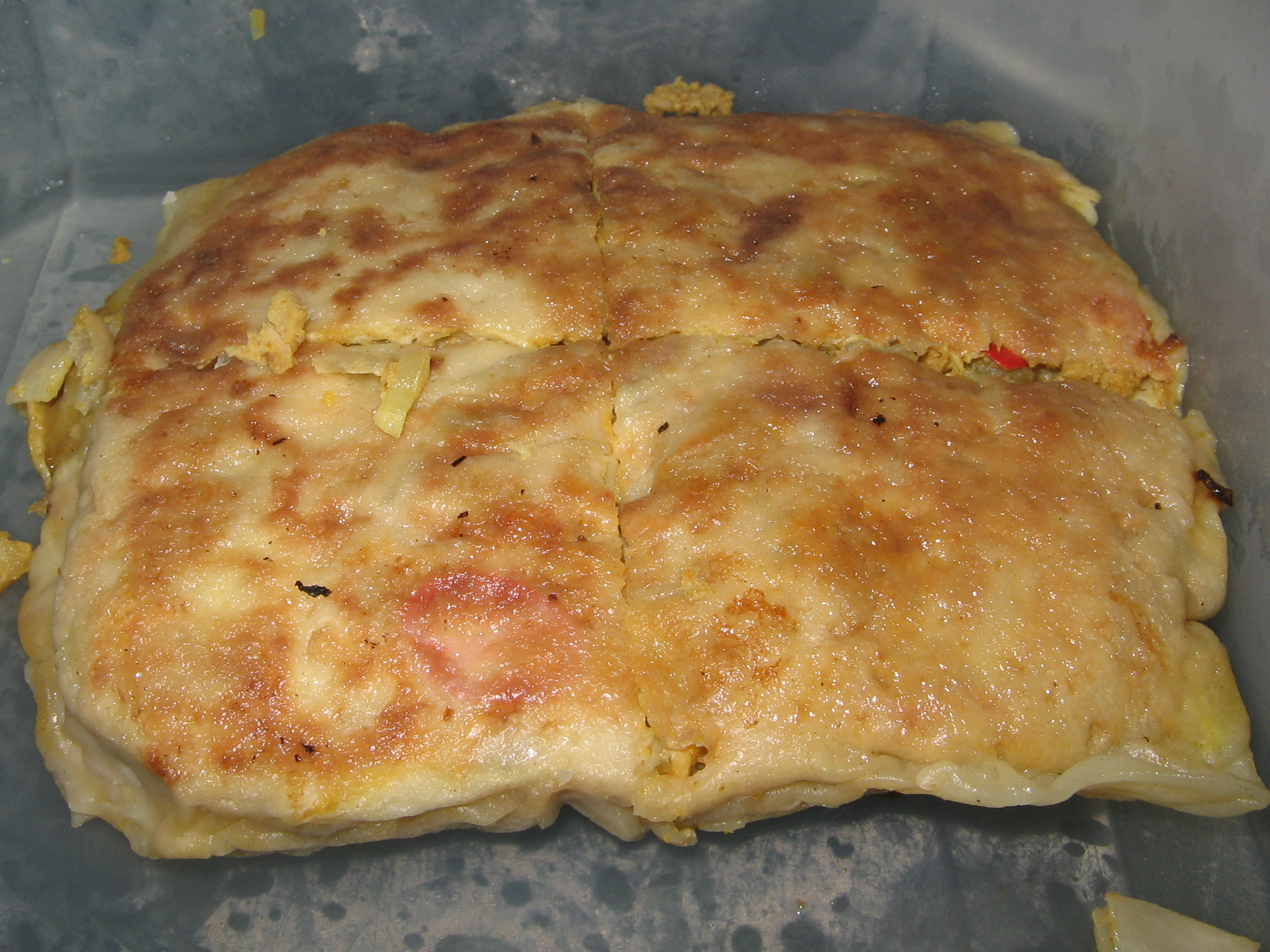
Мартабак с яично-овощной начинкой
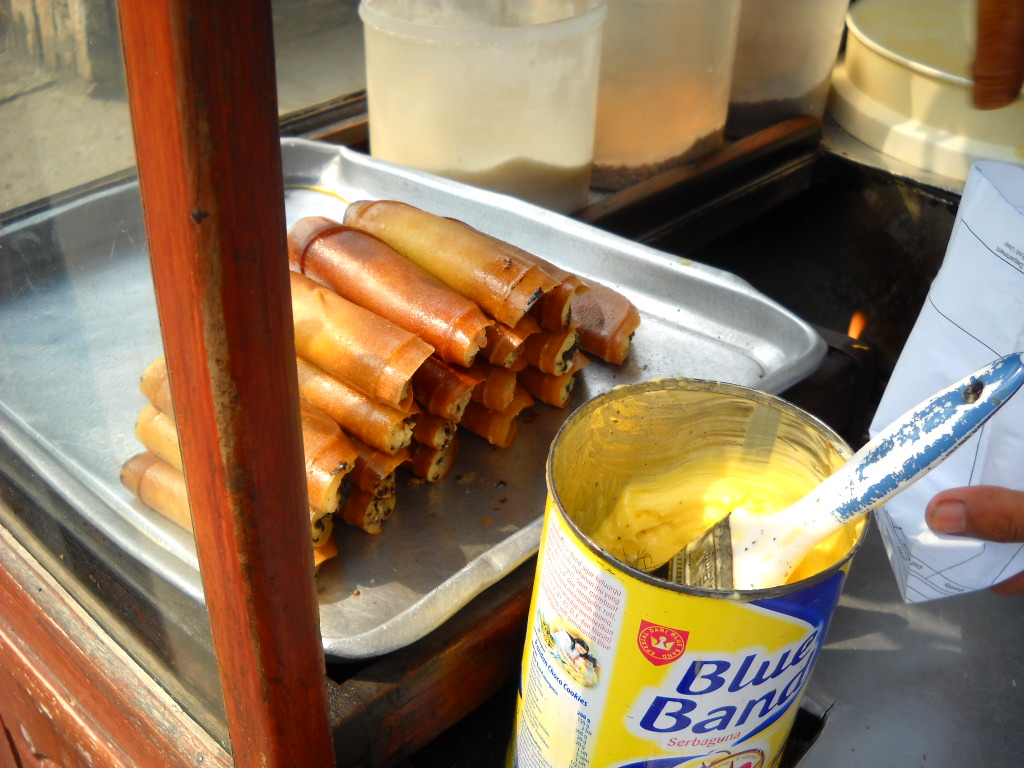
Небольшие сладкие мартабаки на лотке базарного торговца. Джакарта, Индонезия